# Knud Rasmussen - den store fortryller
Knud Rasmussen - den store fortryller er en dansk portrætfilm fra 2017.

## Handling
Filmen er den personlige historie om en af Danmarks store helte - Knud Rasmussen. Med livet som indsats står han gennem årtier i spidsen for adskillige polarekspeditioner og sætter Danmark på verdenskortet som polarforskernation. Men verdensberømmelsen har også en pris, og den betaler hustruen og de tre børn, der ofte i årevis må undvære far og ægtemand.